# 1945–1946-os magyar női nagypályás kézilabda-bajnokság
Az 1945–1946-os magyar női nagypályás kézilabda-bajnokság a tizenkilencedik női nagypályás kézilabda-bajnokság volt. A bajnokságban tíz csapat indult el, a csapatok két kört játszottak. A bajnokságba való bejutáshoz 1945 nyarán selejtező bajnokságokat játszottak, mivel több korábbi együttes megszűnt, illetve újak alakultak.
- A Csepeli GYTK új neve Csepeli MTK lett.
- A Bethlen Gábor SE neve ismét Goldberger SE lett.

## Tabella
| #   | Csapat                | M  | Gy | D | V  | G+  | G- | P  | Megjegyzés   |
| --- | --------------------- | -- | -- | - | -- | --- | -- | -- | ------------ |
| 1.  | Csepeli MTK           | 18 | 18 | 0 | 0  | 154 | 40 | 36 |              |
| 2.  | IX. ker. MADISZ Dózsa | 16 | 14 | 0 | 2  | 107 | 25 | 28 |              |
| 3.  | Elektromos MSE        | 18 | 11 | 0 | 7  | 70  | 58 | 22 |              |
| 4.  | Magyar Pamut SC       | 18 | 10 | 1 | 7  | 61  | 71 | 21 |              |
| 5.  | Vasas SC              | 17 | 7  | 2 | 8  | 56  | 85 | 16 |              |
| 6.  | Munkás TE             | 16 | 4  | 3 | 7  | 39  | 74 | 11 |              |
| 7.  | Postás SE             | 16 | 5  | 1 | 10 | 30  | 76 | 11 |              |
| 8.  | Erzsébeti MTK         | 17 | 3  | 3 | 11 | 22  | 58 | 9  |              |
| 9.  | Goldberger SE         | 15 | 4  | 1 | 10 | 29  | 87 | 9  |              |
| 10. | Kispesti MADISZ       | 18 | 3  | 1 | 15 | 27  | 21 | 7  | Visszalépett |

* M: Mérkőzés Gy: Győzelem D: Döntetlen V: Vereség G+: Dobott gól G-: Kapott gól P: Pont
Megjegyzés: Nem végleges tabella. A hiányzó meccsek eredménye az újságban nem volt benne.

## Terembajnokság
Az újságban nincs meg a végeredmény. Az 1945.12.05. és 1946.02.20. között közölt eredmények (nincs meg mindegyik) alapján az állás: 1. Csepeli MTK 14 (2), 2. Elektromos MSE 11 (1), 3. IX. ker. MADISZ Dózsa 9 (3), 4. Vasas SC 8 (2), 5. Erzsébeti MTK 6 (1), 6. Munkás TE 4 (5), 7. Békéscsabai Törekvés 3 (5), 8. Postás SE 3 (3), 9. Békéscsabai MÁV 2 (5), 10. Kispesti MADISZ 2 pont (1). Zárójelben a hiányzó meccsek száma van.